# فنسنت فورنير
فنسنت فورنير هو لاعب كرة قدم سويسري في مركز الدفاع، ولد في 13 سبتمبر 1961. لعب مع نادي سيون.